# برت هاسکینز
برت هاسکینز (انگلیسی: Bert Hoskins؛ مارس ۱۸۸۵ – ۱۹ فوریهٔ ۱۹۶۸) بازیکن فوتبال اهل بریتانیا بود.
از باشگاه‌هایی که در آن بازی کرده‌است می‌توان به باشگاه فوتبال ولورهمپتون واندررز، باشگاه فوتبال ساوت‌همپتون، و باشگاه فوتبال شروزبری تاون اشاره کرد.